# Bistum Port Victoria
Das Bistum Port Victoria (französisch Diocèse de Port-Victoria, lateinisch Dioecesis Portus Victoriae oder Dioesesis Seychellarum) ist eine Diözese der römisch-katholischen Kirche mit Sitz in Victoria auf den Seychellen.

## Geschichte
Das Bistum geht aus der 1852 durch Papst Pius IX. gegründeten Apostolischen Präfektur hervor. 1880 erhob Papst Leo XIII. die Präfektur zum Apostolischen Vikariat und am 14. Juli 1892 zum Bistum.
Die Cathédrale de l’Immaculée-Conception de Victoria, der Bischofssitz, wurde 1874 erbaut.

## Ordinarien

### Apostolische Präfekten
- Jean-Pierre-Ignace Galfione OFMCap (1863–1880)

### Apostolische Vikare
- Jean-Pierre-Ignace Galfione OFMCap (1880–1881)
- Symphorien Charles-Jacques Mouard (Monard) OFMCap (1882–1888, dann Bischof von Lahore)

### Bischöfe
- Marc Hudrisier CSSp (1890–1910)
- Bernard Thomas Edward Clark OFMCap (1910–1915)
- Georges-Jean-Damascène Lachavanne CSSp (1916–1920)
- Louis-Justin Gumy OFMCap (1921–1934)
- Aloys Ernest Joye OFMCap (1934–1936)
- Olivier Maradan OFMCap (1937–1972)
- Félix Paul (1975–1994)
- Xavier-Marie Baronnet SJ (1995–2002)
- Denis Wiehe CSSp (2002–2020)
- Alain Harel (seit 2020)